# Fahibák
Fahibák a faanyag fajra jellemző alakjától, anatómiai szerkezetétől, színétől való eltérések.

## Göcsösség (ághelyek)
Göcsösségnek nevezzük az ágnak a törzsben maradó, a fatest által körbezárt részét.
- jól benőtt göcsök: hosszuk és kerületük min. 3/4 része mentén szervesen kapcsolódnak a környező fatesthez
- részben benőtt göcsök: a szerves kapcsolat a két fatest között 1/4-3/4 mértékű
- kihulló göcsök: a két fatest közötti összenövés nem haladja meg a göcskerület 1/4 részét
- kerek göcsök
- ovális göcsök: elliptikusak, nagyobbik átmérőjük meghaladja a kisebbik másfélszeresét
- szárnyas göcsök: keresztirányú, páros göcsök, melyek végighaladnak a szelvényáru keresztmetszetén
- tűgöcs: 7 mm-ig
- kisgöcs: 7–20 mm
- közepes göcs: 20–40 mm
- nagy göcs: 40–70 mm
- igen nagy göcs: 70 mm felett

## Alaki hibák

### Sudarlósság
A sudarlósság a fatörzsátmérő folyóméterenkénti csökkenése cm-ben vagy %-ban. Hibának számít a fenyők esetében az 1 cm/fm-t, a lombos fafajoknál az 1.5 cm/fm-t meghaladó vékonyodás. Jelentősen rontja a fűrészipari feldolgozás kihozatalát
- tővastagodás: az egyes fafajok tőszakaszára jellemző nagyobb mértékű sudarlósság
- bordásnövés: jellemzője a törzs hossza mentén kiálló ormók és mélyedések keletkezése

### Görbeség, villás növés
- egyszerű görbeség: egyetlen behajlással jellemezhető
- összetett görbeség: két, vagy több behajlással jellemezhető
- villásnövés: a törzs két ágra oszlik

### Külpontosság
A külpontosság a törzs keresztmetszetének a köralaktól való eltérése.

## Szöveti (fejlődési) hibák

### Csavartrostúság
Csavartrostúságról akkor beszélünk, ha a rostok a hengeresfa palástján az alkotótól eltérő irányúak, spirális lefutásúak. Mértékét vagy a hosszegységre eső szögelfordulással, vagy a csavarossági százalékkal határozzák meg
- I. oszt. rönk: csavarodásmentes törzs
- II. oszt. rönk: max. 3%
- vezetékoszlop: max. 5%
- faragott gerendák: 4,5-9%
- furnéripari rönk: 6-11%

Ha 10 m-en belül a rostcsavarodás egy teljes kör, akkor a faanyag értékes ipari feldolgozásra nem alkalmas.

### Hullámos rostúság, fodrosság, csomorosság
A hengeres fában a torz rostfutás következtében kialakuló szabálytalanságok.
- hullámos rostúság: a bélsugarak síkjában a farostok hullámvonalban görbülnek
- fodrosság: úgy keletkezik, hogy a szabályos hullámokban lefutó rostok valamilyen akadályba (például alvórügy, ággöcs) ütköznek
- csomorosság: a fatestben lévő alvó rügyek, kisebb göcsök körül kialakuló, a rostokkal párhuzamos síkban jelentkező különleges rajzolat

### Reakciófa
- nyomottfa: az évgyűrűk belsejében felismerhető, igen sűrű vörösesbarna szövetrész; rövid idejű hajlító igénybevételek folytán keletkezik
- húzottfa: a húr- és sugármetszeteken keskeny sávok formájában lehet észlelni; szárításkor könnyebben reped, erősen vetemedik hosszirányban is

### Évgyűrűszerkezeti hibák
- évgyűrűtorzulás: az évgyűrűk helyenkénti alaki eltérései, ággöcsök, sebek körül
- álévgyűrűk: a lombozat pusztulását követően, ha a fa még ugyanabban az évben kihajt, akkor egy év alatt két laza szerkezetű, keskeny évgyűrű keletkezik

### Rendellenes elszíneződések a fatestben
- belső szíjács: világosabb gyűrű vagy sarló alakú, nem egészen gesztesedett szöveti rész a geszten belül, mely a kambium rendellenes működésével, a több évig szünetelő gesztesedéssel keletkezik

### Egyéb rendellenes szöveti képződmények
- héjaszás: a törzsfa egyoldali, felszíni elhalása min. 2 cm szélességben, mely legtöbbször kéregleválással is jár; keletkezésének oka gyakran az erős napsugárzás, vagy külső mechanikai hatások
- kéregbenövés: az elhalt felületet a környező fapalást vagy teljes mértékben, vagy részlegesen benövi, így torzítja az évgyűrűszerkezetet, vagy gombás elszíneződést okozhat
- gyantatáskák: keskeny, az évgyűrűvel párhuzamos vagy húrirányú, gyantával telített repedések
- rákos daganatok: ha a hegesedési szövet (kallusz) nem képes benőni a sebzéseket, rák keletkezhet, mely gombafertőzések hatására korhadást okozhat

## Repedések

### Az élő fák repedéseinek okai
- belső növekedési feszültségek
- erős lehűlés
- villámsújtás
- állandó, erős szélnyomás

### A kitermelt fák repedéseinek keletkezése
- döntéskor
- száradáskor
- gőzöléskor, telítéskor
- fűrészeléskor

### Bütürepedések
- bélrepedések: a béltől kiinduló, sugárirányú elválások, melyek az élőfában keletkeznek, és hosszirányban  több métert is elérhetnek
- gyűrűs repedés: az élő fában keletkezik az évgyűrűrétegek között

### Palástrepedések
- fagyrepedés: a hengeresfa jelentős hosszára kiterjedő mély palástrepedés, melynek jellemzője, hogy a repedéseket a kallusz többnyire benövi
- száradási repedések: a különböző faválasztékokban, fatermékekben keletkező felületi vagy belső repedések, melyek a faanyag száradásával összefüggő zsugorodási feszültségek hatására keletkezik

## Növényi eredetű károsítások

### Gombakárosítások
- álgesztesedés: a fatest nagyméretű, szabálytalan alakú, az évgyűrűhatárokat gyakran nem követő rendellenes elszíneződése, mely lehet egészséges és korhadt
- penészesedés: különböző penészgombák okozzák; lehet részleges vagy teljes
- kékülés: különböző tömlős gombák idézik elő, melynek hifái behálózzák a szíjácsrészeket, és fénytörési jelenségek hatására zöldes-kékes-szürkés árnyalatú foltokat eredményeznek; a sejtfalakat nem támadják, a könnyebben lebontható tartalék anyagokkal táplálkoznak
- fülledés: a fatest szíjácsrészének gombás elszíneződése, ami folytatólagos korhadással jár együtt
- korhadás: a farontó gombák sejtfalakat bontó tevékenysége, a fatest legnagyobb hibája; a szijácskorhadás jelentős értékcsökkentő fahiba, a gesztkorhadás műszakilag a teljes faanyagot értéktelenné teszi

### Egyéb növényi eredetű károsodások
- baktériumok: elbonthatják a pektines középlemezt és a sejtfalakat, fertőzési kaput nyitva a farontó gombák számára
- élősködő cserjék: a fák koronájában a felső törzsrészekre és az ágakra tapadva élnek, szívógyökereiket a fatest körülnövi, így a faanyag lyukacsos szerkezetűvé válik (fehér fagyöngy, sárga fagyöngy)

## Állati eredetű károsodások

### Rovarrágás
- a rovaroknak a fatestben lévő, járatszerű rágásai
- alakjuk, nagyságuk jellemző a különböző rovarfajokra

### Egyéb állati károsítások
- madarak (odúk, furatok kialakítása)
- erdei vadállomány

## Egyéb fahibák
- mechanikai sérülések
- deformációk (görbülés, vetemedés)
- technológiai feldolgozás során keletkező hibák